# 西木栄二
西木 栄二（にしき えいじ 1952年4月27日 - ）は、日本の作曲家・編曲家・ギタリスト。

## 略歴
- 1970年代、フォークグループ「猫」にギタリストとして短期間だけ在籍。

- その後、3人組シティ・ポップグループ「カーニバル」を結成。約2年の活動の中で4枚のシングルと1枚のアルバムをリリースした。

- 「カーニバル」の活動終了後は、主に作曲家・編曲家として様々なアーティストに楽曲を提供をしている。

## 主な作曲作品
- 浅香唯
  - 「START IT ALL AGAIN」（作詞：浅香唯）

- 伊藤さやか
  - 「不良O・B」（作詞：Heart Baby）
  - 「ハッピネス!!」（作詞：大津あきら）

- 伊東ゆかり
  - 「誘われて」（作詞：森瑤子）

- 川島なお美
  - 「グッバイ・シーズン」（作詞：佐藤ありす）
  - 「涙のスクール・デイズ」（作詞：康珍化）
  - 「1年の時から」（作詞：康珍化）

- 国広富之
  - 「キープ・オン・ダッシング」（作詞：菊池真美）

- 倉橋ルイ子
  - 「流れ行く季節の中で」（作詞：倉橋ルイ子）

- KENJI & NAOKO
  - 「恋の滝のぼり」（作詞：谷穂ちろる）

- 小西博之
  - 「淋しがりやさ 心はいつも」（作詞：荒木とよひさ）

- ザ・ヴィーナス
  - 「涙のシンデレラガール」（作詞：松島のあこ）

- 酒井法子
  - 「ノ・レ・な・いTeen-age」（作詞：森浩美）
  - 「夢冒険」（作詞：森浩美）
  - 「HAPPY AGAIN」（作詞：森浩美）

- 真田広之
  - 「熱い瞳のままで」（作詞：大津あきら）

- 沢田聖子
  - 「都会人」（作詞：売野雅勇）

- 少年隊
  - 「ハロー!」（作詞：許瑛子、康珍化）
- 杉かおり
  - 「黄色いスタジャン」（作詞：康珍化）

- 田中久美
  - 「火の接吻」（作詞：森雪之丞）

- 中村あゆみ
  - 「孤独のスパークライト」（作詞：三浦徳子）

- PINK SAPPHIRE
  - 「Fallen Angel」（作詞：塚田彩湖）
  - 「HOLD ME」（作詞：菊野晴泉）

- ベリーズ
  - 「そろそろ・ソワソワ」（作詞：飯塚敦子）

- 本田美奈子
  - 「孤独なハリケーン」（作詞：小林和子）
  - 「悲しみSWING」（作詞：小林和子）
  - 「ONE SHOT」（作詞：小林和子）
  - 「DO YOU REMEMBER?」（作詞：小林和子）
  - 「夢見心地」（作詞：小林和子）
  - 「ABOUT〜ADULT」（作詞：小林和子）
  - 「はじめて言うけど…」（作詞：小林和子）
  - 「今夜はビートに乗れない」（作詞：小林和子）
  - 「DESTINY」（作詞：小林和子）
  - 「EYE言葉はLONELY」（作詞：小林和子）

- 山下規介
  - 「SIDE LINE」（作詞：葉山真理）

- 吉成香
  - 「淋しさフルムーン」（作詞：大津あきら）